# Tlanchinol
Tlanchinol là một đô thị thuộc bang Hidalgo, México. Năm 2005, dân số của đô thị này là 33694 người.